# Senekichthys
Senekichthys è un genere estinto di pesci ossei arcaici appartenente al gruppo parafiletico dei Palaeonisciformes. È rappresentato dalla sola specie Senekichthys hirundo, descritta sulla base di un singolo esemplare fossile rinvenuto nei livelli del Carbonifero inferiore (Tournaisiano) della Siberia sudoccidentale (Russia).

## Descrizione
Senekichthys hirundo era un pesce di piccole dimensioni, lungo una decina di centimetri, caratterizzato soprattutto per la presenza di una coda biforcuta, dai due lobi scagliosi molto sottili e allungati (che richiama la coda di una rondine, in latino Hirundo).
Questa specie si distingue dagli altri paleonisciformi per una combinazione unica di tratti morfologici: pinna anale molto lunga ma a base corta; lobi della pinna caudale scagliosi, molto sottili e allungati; pinna caudale che misura solo 1,6 volte meno della lunghezza complessiva di tronco e testa; pinne pari lunghe ma con base breve; muso allungato e appuntito privo di rostro distinto; orbita molto ampia, comparabile per dimensioni alla lunghezza postorbitale del cranio e non fortemente anteriore.
Il corpo era affusolato e idrodinamico, con una morfologia che ricorda superficialmente alcuni membri della famiglia estinta Elonichthyidae, sebbene numerose caratteristiche derivate distinguano chiaramente Senekichthys da quel gruppo.

## Classificazione
Senekichthys hirundo venne descritto per la prima volta nel 2004 da Prokofiev, sulla base di un fossile rinvenuto lungo il fiume Senek nei pressi della città di Shagonar, nella Repubblica Popolare di Tuva (Siberia sudoccidentale, Russia).
Prokofiev notò alcune somiglianze tra Senekichthys e Dwykia, un altro paleonisciforme del Carbonifero inferiore proveniente dal Viséano del Sudafrica, in particolare per la forma della pinna anale e della pinna caudale. Tuttavia, S. hirundo si distingue per il numero leggermente superiore di raggi anali (circa 20 contro circa 16 in D. analensis) e per un peduncolo caudale più allungato.
A causa della frammentarietà dell'unico esemplare conosciuto di Dwykia, e dell'assenza di prove che colleghino i generi africano e siberiano, Senekichthys è stato istituito come genere separato, attribuibile al gruppo parafiletico dei Palaeoniscimorpha.